# Акбесия Давида
Акбесия Давида, или бражник фисташковый (лат. Akbesia davidi), — вид бабочек из семейства бражников (Sphingidae), единственный в роде Akbesia. Описан французским энтомологом Шарлем Обертюром в 1884 году.

## Распространение
Южная Грузия, Азербайджан, Армения, южная Турция, северная Сирия, северный Израиль, северный Ирак, Иран (горные системы Эльбрус и Загрос), Афганистан.

## Описание
Размах крыльев: 60—70 мм.
Фисташковый бражник имеет очень эффектный внешний вид, у которого нет аналога в Европе и Азии. Однако рисунок крыльев Akbesia схож с таким у представителей африканского рода Batocnema (оливково-зелёными отметинами и основным, жёлтым, цветом заднего крыла). Тем не менее, Akbesia отличается наличием полной суббазальной полосы с белым внешним краем на верхней стороне переднего крыла, а само переднее крыло имеет заострённую вершину и слабо выпуклый внешний край (усечённый и вогнутый соответственно у обоих видов Batocnema).
Вариации окраски у представителей вида незначительны: зелёный цвет может быть более сероватым или серые области могут быть окрашены в розовый цвет.
Уже через несколько дней после выхода имаго из куколки, яркий зелёный цвет на передних крыльях начинает тускнеть и может быть мало различим у старых особей.

## Биология
Вид распространён весьма локально практически на всей территории своего ареала. Несмотря на это, представители Akbesia часто встречаются в большом количестве на отдельных, хорошо прогреваемых, участках каменистых холмов, спорадично поросших деревьями (Дуб, Олива, Цератония, Фисташка) и кустарниками. Бабочки активны после полуночи, а также незадолго до рассвета. Самцы вылетают раньше самок; хорошо привлекаются на свет. Во взрослом состоянии бражники частично, либо полностью, не питаются — единственными известными источниками нектара, являются растения рода Лён (Linum) с голубыми цветками.

#### Время лёта
С конца апреля до начала августа. В год развивается два поколения.

## Стадии развития

### Яйцо
Крупного для мотылька размера (1,55 х 1,90 мм), овальное, вначале бледно-лимонно-зелёное, через несколько дней становится желтовато-зелёным, а непосредственно перед вылуплением — беловато-жёлтым. Самки откладывают от 88 до 128 яиц в течение семи ночей на растущие в солнечных местах кустарники высотой менее трёх метров. При этом предпочтение отдаётся более открытым ветвям. Яйца откладываются поодиночке на нижнюю сторону листьев. Самки, как правило, избегают кладки на слишком молодые, недостаточно развитые и старые листья.

### Гусеница
Вылупляясь, беловатая гусеница первого возраста длиной 6 мм с бледным красновато-жёлтым рогом на последнем сегменте брюшка отправляется на поиски листа, под которым она прядёт шелковистую подушечку для линьки. Только во втором возрасте начинается нормальное кормление из-под этого листа в ночное время. Затем гусеница становится зеленовато-жёлтой с тёмно-зелёными спинными полосами. И тело, и голова покрыты мелкими бугорками. В течение следующих двух возрастов гусеница становится голубовато-зелёной с желтовато-белыми косыми боковыми полосами. Последние спускаются с широкой, бледной, дорсо-боковой полосы, которая проходит от основания рога вверх к голове, заканчиваясь у основания двух апикальных розовых бугорков. Рог розовый, анальный клапан окаймлён желтовато-белым цветом. Ноги того же основного зелёного цвета, что и тело, но часто с желтовато-белым или розовым оттенком. На этих стадиях гусеница старается избегать прямых солнечных лучей. В последнем возрасте размер гусеницы достигает 43-45 мм и у неё формируется одна из двух основных цветовых форм, а именно обычная голубовато-зелёная или голубовато-зелёная с лососево-красными пятнами (у основания последней пары истинных ходильных ног и вокруг дыхалец). Для второй формы характерна бледно-жёлтая подспиракулярная линия, проходящая от головы до первого лососевого пятна и есть семь косых боковых полос того же цвета. Ложные брюшные ножки у основания жёлтые, с лососево-красными «носками». Взрослая гусеница фисташкового бражника похожа на такую у липового бражника (лат. Mimas tiliae). Встречаются также гораздо более редкие розовато-коричневые и желтовато-зелёные формы гусениц последнего возраста.

#### Кормовые растения
Гусеницы питаются листьями таких деревьев, как Фисташка туполистная (лат. Pistacia atlantica) и Терпентинное дерево (лат. Pistacia terebinthus). Питанием также могут служить кустарники: Скумпия кожевенная (лат. Cotinus coggygria) и Сумах дубильный (лат. Rhus coriaria). Гусеницы наносят крайне незначительный вред растениям, вследствие чего вредителями не считаются.

### Куколка
Тёмная, красновато-коричневая, глянцевая, с практически чёрным и очень острым кремастером. Внешне напоминает куколку малого олеандрового бражника (лат. Proserpinus proserpina). Формируется в свободном коконе среди крупиц и грязи в верхнем слое почвы. В этой фазе зимует.

## Подвиды
- Akbesia davidi davidi (Oberthür, 1884) — Юго-западная Азия
- Akbesia davidi gandhara (De Freina & Geck, 2003) — восточный Афганистан